# Gromada Zakliczyn (Powiat Brzeski)
Die Gromada Zakliczyn war eine Verwaltungseinheit in der Volksrepublik Polen zwischen 1954 und 1972. Verwaltet wurde die Gromada vom Gromadzka Rada Narodowa, dessen Sitz sich in Zakliczyn befand und aus 27 Mitgliedern bestand.
Die Gromada Zakliczyn gehörte zum Powiat Brzeski (Brzesko) in der Woiwodschaft Krakau und bestand aus den Dörfern Zakliczyn, Kończyska, Lusławice und Faściszowa und dem südlichen Teil der Gromada Roztoka (am rechten Ufer des Dunajec gelegen) sowie der Gromada Wróblowice und der ehemaligen Gmina Zakliczyn.

Am 31. Dezember 1959 kamen die ehemaligen Gromadas Wesołów und Zdonia hinzu. Am 31. Dezember 1961 kamen die Dörfer Filipowice und Ruda Kameralna der ehemaligen Gromada Filipowice hinzu.

Die Gromada bestand bis 31. Dezember 1972 zum 1. Januar 1973 wurde die Gemeinde Zakliczyn wieder reaktiviert.